# Grækenlands Kommunistiske Parti
Grækenlands Kommunistiske Parti (græsk: Κομμουνιστικό Κόμμα Ελλάδας, Kommounistikó Kómma Elládas, forkortes K.K.E. eller KKE) blev stiftet i 1918, og har siden 1924 haft sit nuværende navn. Partiet er Grækenlands ældste stadigt fungerende parti. Partiets generalsekretær er Dimitris Koutsoumpas.

## Historie
Ovenpå den russiske oktoberrevolution i 1917 blev der stiftet en lang række af kommunistiske partier rundt om i Europa. KKE blev stiftet den 4. november 1918 under navnet Grækenlands Socialistiske Arbejderparti, partiet skiftede navn flere gange, og i starten af dets historie var der blandt andet diskussioner om man skulle tilgå Komintern. I november 1924 skiftede partiet navn til sit nuværende og skiftede samtidigt fuldstændigt over til principperne af Marxisme-leninisme. Pandelis Pouliopoulos blev valgt som generalsekretær. Siden dengang har partiet fungeret på basis af demokratisk centralisme.
Under 2. verdenskrig var KKE hovedkræften bag modstandsbevægelsen Den Nationale Befrielsesfront. Under den militære junta i Grækenland fra 1967 til demokratiets genoprettelse i 1974 var KKE et forbudt parti.

I 1988 dannede KKE og Græsk Venstre, sammen med andre mindre venstreorienterede partier og organisationer, en venstrefløjs koalitionen med navnet Synaspismos. Ved valget i juni 1989 fik Synaspismos 13,1 procent af stemmerne, og tilsluttede sig til en koalition med Nyt Demokrati for at danne en kortvarig regering midt i et politiske spektrum rystet af beskyldninger om økonomiske skandaler mod den tidligere leder af PASOK Andreas Papandreous. I november samme år deltog Synaspismos i en "Universal regering" med Nyt Demokrati og PASOK, der udnævnte Xenophon Zolotas som premierminister, en post han beholdt i tre måneder. I 1991 trak KKE sig tilbage fra Synaspismos. Nogle KKE medlemmer forlod partiet og forblev i Synaspismos, som senere udviklede sig til et separat venstrefløjsparti og i dag en del af alliancepartierne i SYRIZA.

## Om partiet
KKE bekender sig til marxisme-leninisme indenfor de kommunistiske skolingsretninger, partiet bygger sit organisationsprincip på demokratisk centralisme. Internationalt er partiet tilknyttet Internationalt møde mellem kommunistiske og arbejder partier og Det internationale kommunistiske seminar.
Partiets ungdomsorganisationer hedder Grækenlands kommunistiske ungdom (KNE) som blev stiftet den 22. august 1968, ungdomsorganisationen er tilknyttet World Federation of Democratic Youth.

## Valghistorie

### Parlamentsvalg
Listen er ikke komplet
| Valg        | Stemmer | Stemmer | Stemmer | Mandater | Mandater | Position   | Størrelse | Notater |
| Valg        | Antal   | %       | +pp     | Antal    | +        | Position   | Størrelse | Notater |
| ----------- | ------- | ------- | ------- | -------- | -------- | ---------- | --------- | ------- |
| 2000        | 379.454 | 5,5%    | 0.1     | 11 / 300 | ±0       | Opposition | 3.        |         |
| 2004        | 436.818 | 5,9%    | 0.4     | 12 / 300 | 1        | Opposition | 3.        |         |
| 2007        | 583.750 | 8,2%    | 2.3     | 22 / 300 | 10       | Opposition | 3.        |         |
| 2009        | 517.154 | 7,5%    | 0.7     | 21 / 300 | 1        | Opposition | 3.        |         |
| 2012 (maj)  | 536.105 | 8,5%    | 1.0     | 26 / 300 | 5        | Opposition | 5.        |         |
| 2012 (juni) | 277.227 | 4,5%    | 4.0     | 12 / 300 | 14       | Opposition | 7.        |         |
| 2015 (jan)  | 338.138 | 5,5%    | 1.0     | 15 / 300 | 3        | Opposition | 5.        |         |
| 2015 (sep)  | 301.632 | 5.6%    | 0.1     | 15 / 300 | ±0       | Opposition | 5.        |         |

### Europaparlamentet
KKE fik ved valget til Europaparlamentet i 2009 to mandater. Partiet er der knyttet til European United Left–Nordic Green Left som tilsammen fik 34 medlemmer. Grækenland har i alt 22 medlemmer af Europaparlamentet.